# Guitenstreken
Guitenstreken is het 109de stripverhaal van Jommeke. De reeks wordt getekend door striptekenaar Jef Nys.

## Verhaal
Dit album is andermaal een bundeling met oude gags uit de beginperiode van Jommeke (1955), toen hij nog een klein, kort, dik jongetje van vijf jaar was. In het begin van het album is er dan ook een kort overzicht betreffende de vroege versie van Jommeke opgenomen.
Enkele gags:
- Jommeke gaat vissen. Het lukt echter niet zo goed. Hij haalt er een kat bij. Op deze manier vangt Jommeke veel sneller vis.
- Jommeke proeft van de soep en verbrandt zijn mond. Hij moet blazen. Jommeke haalt er snel de ventilator bij. Hij blaast de soep echter uit het bord.
- Jommeke wacht op de komst van Sinterklaas. Hij wil niet slapen voor de Sint is langs geweest. Hij kruipt het dak op en kijkt in de schoorsteen om te zien of er speelgoed ligt. Plots valt Jommeke door de schoorsteen naar beneden.
- Jommeke krijgt een nieuw kostuum. Hij gaat wandelen. Onderweg vraagt een vrouw aan Jommeke of hij goede daden doet. Later ontmoet hij een arm jongetje. Hij wisselt zijn kostuum met de kleren van het jongetje. Zijn moeder is boos en zet hem voor straf in de kelder.
- Sinterklaas is op komst. Jommeke haalt de kachel voor de schoorsteen weg en maakt een groot gat zodat de Sint makkelijk binnen kan.
- Jommeke speelt met zijn boemerang. Per ongeluk gooit hij een ruit stuk. Teofiel is razend en gooit de boemerang naar Jommeke. De boemerang keert echter terug en vliegt tegen Teofiels gezicht. Jommeke loopt snel weg.
- Jommeke wil zwemmen maar het zwembad is te ver weg. Teofiel stelt voor om zelf een zwembad te graven in de tuin. Het werk is echter vermoeiend. Hij heeft er een voetbad van gemaakt.
- Jommeke ziet een paard staan in de regen. Hij vindt dit zielig en laat het paard binnen. Wanneer Marie en Teofiel gaan slapen zien ze het paard in hun bed. Ze gaan dan maar in bad slapen.
- Jommeke moet meer eten van zijn ouders of hij wordt te mager. Hij wil zich wegen. De wijzerplaat van de weegschaal is te hoog voor hem. Jommeke neemt een stapel stenen en kan zo zijn gewicht aflezen. Volgens de weegschaal zou hij al 65 kilo wegen.
- Jommeke gaat vlinders vangen. Hij ziet een mooi exemplaar en probeert de vlinder te vangen. De vlinder zit op het hoofd van een man. Deze krijgt het net over zich. Jommeke krijgt een pak rammel.
- Jommeke trekt aan de staart van een kat. Marie zegt dat hij respect moet hebben voor de dieren. Jommeke wil het goedmaken en roept allerlei dieren bij elkaar. Hij haalt ze allemaal in huis. Marie vindt dit echter van het goede te veel.
- Jommeke speelt viool. Teofiel vindt het niet zo mooi. Jommeke gaat dan op straat op zijn viool spelen. Voorbijgangers denken dat Jommeke arm is en geven hem geld. Jommeke denkt dat dit komt door zijn talenten.
- Jommeke hoest de hele tijd. Zijn moeder zegt dat hij zich moet omdraaien als hij hoest. Op school vraagt de meester of Jommeke zijn huiswerk heeft gemaakt. Jommeke gaat ondersteboven staan wanneer hij hoest.
- Jommeke doet aan boogschieten. Hij kan het al behoorlijk goed. Teofiel wil hem tonen hoe het echt moet. Hij schiet de pijl echter naast de roos. De pijl komt in het achterwerk van de buurman terecht. Wanneer Jommeke de pijl wil halen krijgt hij een pak rammel van de buurman.¨
- Jommeke speelt trompet. Teofiel wil rusten en neemt de trompet af. Later speelt Jommeke op een trommel. Zijn vader neemt deze ook af. Jommeke moet iets kopen dat geen lawaai maakt. Hij koopt een bal. Teofiel krijgt deze in zijn gezicht.